# Pseudophaio rosenbergi
Pseudophaio rosenbergi är en fjärilsart som beskrevs av Rothschild 1911. Pseudophaio rosenbergi ingår i släktet Pseudophaio och familjen björnspinnare. Inga underarter finns listade.